# モンスターファームアドバンス
『モンスターファームアドバンス』はテクモが2001年12月7日にゲームボーイアドバンス用として発売した。ジャンルは育成シミュレーションゲーム

## 概要
モンスターファームシリーズ初の携帯ゲーム機。CD再生が不可能なため、今作では好きな単語を入力してモンスターを作成する『文字盤再生』が存在する。モンスターは合体したら色は変わるが、形は変わらない仕様になっている。

## システム
コーチシステム
限界まで（寿命も含む）育てたモンスターを訓練所に連れて行きコーチとして勤めさせる。
タッグバトル
2VS2の対戦が今作では可能。

## 人物
アロマ
女性ブリーダーアシスタント。
ゼスト
アロマの兄。
フランチェスカ
AGIMAの女性アシスタント。
カラス
小柄の商人で顔を隠している。
アヤセ
女性郵便配達員。
シャモア
モンスター工房の担当者で、おばさん。
マードック
AGIMAの協会長。
ボルゾィ
AGIMAの職員で、文字盤再生に立ち寄る。

## モンスター
- 今作から登場
  - アントラン
- 前作からの登場
  - ピクシー
  - ゴーレム
  - ドラゴン
  - ナーガ
  - ニャー
  - スエゾー
  - ライガー
  - デュラハン
  - ロードランナー
  - アローヘッド
  - ダックン
  - モッチー
  - ジョーカー
  - ザン
  - レシオネ
  - モモ
  - サイローラ
  - タコピ
  - モギィ

## 土地
エージ島
今作の舞台となる島。位置はFIMBAとIMaの南に存在する島。また、FIMBAとIMaと違い円盤再生ではなく文字盤再生を使用している。